# Walther Nehring
Walther Kurt Josef Nehring (Stretzin, 15 agosto 1892 – Düsseldorf, 20 aprile 1983) è stato un generale tedesco, ufficiale della Wehrmacht ed esperto di guerra con mezzi corazzati. Si era distinto alla testa di reparti di panzer su molti teatri di guerra della seconda guerra mondiale.

## Biografia
Tra i primi ufficiali tedeschi interessatisi allo sviluppo delle tecniche e delle tattiche della guerra corazzata, Walther Nehring fu per molti anni collaboratore e capo di Stato maggiore del famoso generale Heinz Guderian che seguì durante le vittoriose campagne di Polonia e Francia; assunto il comando della 18. Panzer Division, mise in mostra qualità di comando e grande capacità di condurre manovre con truppe corazzate durante l'operazione Barbarossa.
Trasferito sul fronte africano, alla testa dell'Afrikakorps, sotto il comando del generale Rommel, guidò con notevole abilità le sue forze corazzate alla grande vittoria di Gazala e quindi nell'avanzata fino a El Alamein. Dopo essere rimasto ferito alla battaglia di Alam Halfa, si distinse ancora negli ultimi anni di guerra prima in Tunisia e quindi di nuovo sul fronte orientale dove condusse numerose manovre e battaglie alla testa dei panzer per cercare di frenare o rallentare l'inesorabile avanzata dell'Armata Rossa.
Grande esperto di guerra con mezzi corazzati, Nehring ha scritto un'importante opera sulla storia delle Panzertruppen tedesche dalla loro nascita alla fine della guerra mondiale (Die Geschichte der deutschen Panzerwaffe 1916-1945). Ottenne per il suo valore la prestigiosa decorazione della Croce di Cavaliere della Croce di ferro con Foglie di quercia e Spade.